# Koszmosz–1736
A Koszmosz–1736 (cirill betűkkel: Космос–1736) a szovjet Legenda globális tengeri felderítő és célmegjelölő rendszer 1967–1988 között indított, USZ–A típusú aktív radarfelderítő műholdjainak egyike volt.

## Küldetés
A szovjet Legenda (oroszul: Легенда) tengeri felderítő rendszerhez készült USZ–A típusú, aktív radarberendezéssel felszerelt felderítő műhold. A műholdba a BESZ–5 Buk nukleáris termoelektromos generátort építették. Célja a hadihajók (polgári hajók) mozgásának figyelemmel kísérése. A Koszmosz–1677 programját folytatta.

## Jellemzői
1986. március 21-én a bajkonuri űrrepülőtér indítóállomásról egy Ciklon-2A hordozórakétával juttatták Föld körüli, közeli körpályára. Az orbitális egység pályája 89,6 perces, 64,9 fokos hajlásszögű, elliptikus pálya perigeuma 250 kilométer, apogeuma 263 kilométer volt. Hasznos tömege 3800 kilogramm. Az űregység orbitális pályáját 10 alkalommal korrigálták (utoljára 2010-ben), biztosítva a közel körpályás haladási magasságot. Felépítése hengeres, átmérője 1.3 méter, magassága 10 méter. A sorozat felépítését, szerkezetét, alapvető fedélzeti rendszereit tekintve egységesített, szabványosított űreszköz.
1996. augusztus 23-án az orbitális egység pályáját 104,41 perces, 64,99 fokos hajlásszögű, elliptikus pálya perigeumát 924 kilométerre, apogeumát 1009 kilométerre emelték.
Szolgálati idejének vége ismeretlen.